# 대원수
대원수(大元帥, Generalissimo)는 육성장군 군사 계급이다. 미국에서는 각각 General of the Armies(육군), Admiral of the Navy(해군)으로 부르며, 공군은 해당 계급으로 진급한 예가 없다.
원수(General of the Army(육군)/Fleet Admiral(해군)/General of the Air Force(공군))의 상위 계급으로 기본적으로 원수와 함께 장성급 장교로 구분되지만, 원수와 대원수만 더 상위단계의 장교 구분으로 삼기도 한다. 대원수의 영단어인 Generalissimo/Admiralissimo에서 접미어인 ~issimo는 이탈리아어의 최상급에서 나온 것이다. 라틴어에서는 최상급 형용사 접미사 -issimus에서 나온 것이고, 소련에서는 라틴어를 그대로 옮긴 Генералиссимус(게네랄리시무스)를 썼다. '범접할 수 없게 높은' 같은 의미를 포함하고 있는 만큼, 기본적으로는 명예직이기는 하다.

## 개요
대원수란 계급은 기본적으로는 원수직에 있었던 사람을 나중에 띄워주기 위한 용도로 그냥 "대원수"라고 불러주는 정도로 사용된다. 따라서 일종의 명예직이며 정식 계급처럼 의전, 대우가 지정되지만 원수 계급에 있는 사람이 특정 공적을 세우면 승진하는 식으로 진짜 계급처럼 운용되지는 않는다. 그래서 계급인 듯하지만 실제로 지정되는 일은 가장 희귀한 묘한 존재다. 대원수와 원수의 실질적인 관계는 '대왕'과 '왕'의 관계만큼 차이가 거의 없으며(삼국시대에 사용하던 태왕, 어라하 등은 대왕과는 다르다.) 위에서 말했듯 실제로 전투에 참여할 만한 사람들이 받는 것이 아닌, 전쟁 영웅이나 국부급의 위인들이 받는 명예직이라 생각하는 것이 옳다.
하지만 전 세계 군대 중 "대원수"가 하나의 계급으로 규정되어 있고, 계급장까지 별도로 존재하는 군대가 딱 두 개 있다. 프랑스군과 북한의 조선인민군이다. 프랑스는 대원수라는 칭호가 이미 몇 세기 전부터 있었다. 그도 그런 게, 프랑스 육군 총사령관에게 수여되는 계급이기 때문이다. 프랑스 육군에는 "프랑스 원수"(Maréchal de France)라는 계급도 이 위에 있다. 별이 7개나 된다. 이 위에 또 "프랑스 대원수"(Maréchal général des camps et armées du roi)라는 계급도 있으나 니콜라 장드듀 술트 장군이 마지막 프랑스 대원수이다. 이것은 정확하게는 군주의 진영과 군대의 대원수이다. 프랑스 명칭이 굉장히 길면서 프랑스란 단어가 안 나오는 이유가 그것 때문이다. 역사상 단 6명만 이 자리에 올랐다. 니콜라 술트 장군의 경우는 왕정 복고가 이루어진 루이 필리프 시대에 임명되었다. 즉 현대 프랑스군의 최고 계급은 프랑스 원수인데 이것도 근 20년 이상 임명된 사람이 없다. 그러나 총사령관이 되었는데도 대원수 칭호를 받은 사람은 얼마 되지 않고, 튀렌 장군처럼 대원수까지 되었으면서도 군제개혁으로 인해 총사령관이 되지 않은 경우도 있다. 1939년에 프랑스 의회가 프랑스 해군의 재건에 기여한 공로로 프랑수아 다를랑 제독에게 대원수 계급을 수여하겠다고 나선 일은 있으나, 본인이 고사해 해군 원수 계급을 받았다.
기본적으로 북한은 국가 원수가 대원수를 겸임한다고 되어 있는데 김일성도 죽기 2년 전인 1992년에 공화국 대원수로 이 계급을 받았다. 심지어 사후에도 법적(de jure)으로는 '공화국의 영원한 주석'이라는 칭호로 주석 자리를 계속 유지하도록 하고 있어서, 대원수 계급장을 받은 사람 역시 2011년까지는 김일성 밖에 없었다.
후계자인 김정일도 대원수 아니었냐고 생각하는 사람이 있지만, 김정일의 생전 공식 직함은 '조선로동당 총비서·국방위원회 위원장·조선인민군 최고사령관'이었고 주석은 아니었다. 계급도 김일성보다 한 단계 낮은 공화국 원수였는데, 2012년 2월 15일에 김정일에게도 공화국 대원수 계급을 추서한다는 발표가 나와 북한의 대원수는 두 명으로 늘어났다. 다만 김정일의 경우 사후 추서 형태로 주어진 것이라, 그나마 죽기 전에 받은 김일성보다는 좀 격이 떨어진다. 즉 해당 계급이 상설 계급인 군대는 아직 없다.
국가마다 다 다르지만 공통적으로 아주 돋보이게 만들어진다.
이오시프 스탈린은 이러한 대원수 견장을 실제로 사용하지는 않았으며, 자신은 일반 원수의 견장을 사용했다. 즉 존재는 하는데 실제로 쓰이지는 않은 견장이다. 공산권 국가의 대원수는 원수와 마찬가지로 견장에 국장을 같이 새겨넣는다. 대부분 원수 계급장을 기반으로 권위를 더하기 위한 상징물이 덧붙는 경우가 많으며, 소련의 대원수 계급장은 원수 계급장의 왕별을 금실로 짠 화려한 원형 견식 매듭이 둘러싼 형태로 되어 있다
마오쩌둥을 위해 제작된 대원수 군복은 한 번 빼고는 착용하지 않았다고 한다 1954년 당시 국방부장 펑더화이의 주도로 군에 전면적으로 계급이 도입될 당시, 마오쩌둥을 군 대원수에 추대하려는 움직임이 있었다. 그리하여 마오쩌둥용 군복과 견장도 제작되었다. 당시 인민해방군은 병력이 500만을 넘었고, 이때 추대된 원수는 10명, 대장도 10명이나 있었기 때문에 마오쩌둥이 받아도 별 무리가 없었지만, 마오쩌둥은 군대에 계급을 도입하려는 것 자체를 싫어했기 때문에 자신에게 상신된 계급을 극구 사양하였다. 마오쩌둥이 계급을 싫어했기 때문에, 10여 년 후 결국 다시 폐지되었다가, 덩샤오핑 집권 이후인 1987년에야 다시 군에 계급이 부활한다. 문화대혁명 당시 마오쩌둥은 군복을 즐겨입긴 했지만, 사병과 똑같은 군복인 인민복을 착용했다.
대한제국 고종의 대원수 계급장 형태도 소련처럼 원수 계급장에 왕별이 금실로 짠 화려한 원형 견식 매듭이 둘러싼 형태로 되어 있다. 또한 대한민국 국군(육, 해, 공군)에도 대원수 계급장이 비공식으로 존재한다. 중국 국민정부 및 중화민국의 장개석은 국민혁명군/중화민국군 대원수 직함을 가지고 있었다.

## 역사

### 한반도

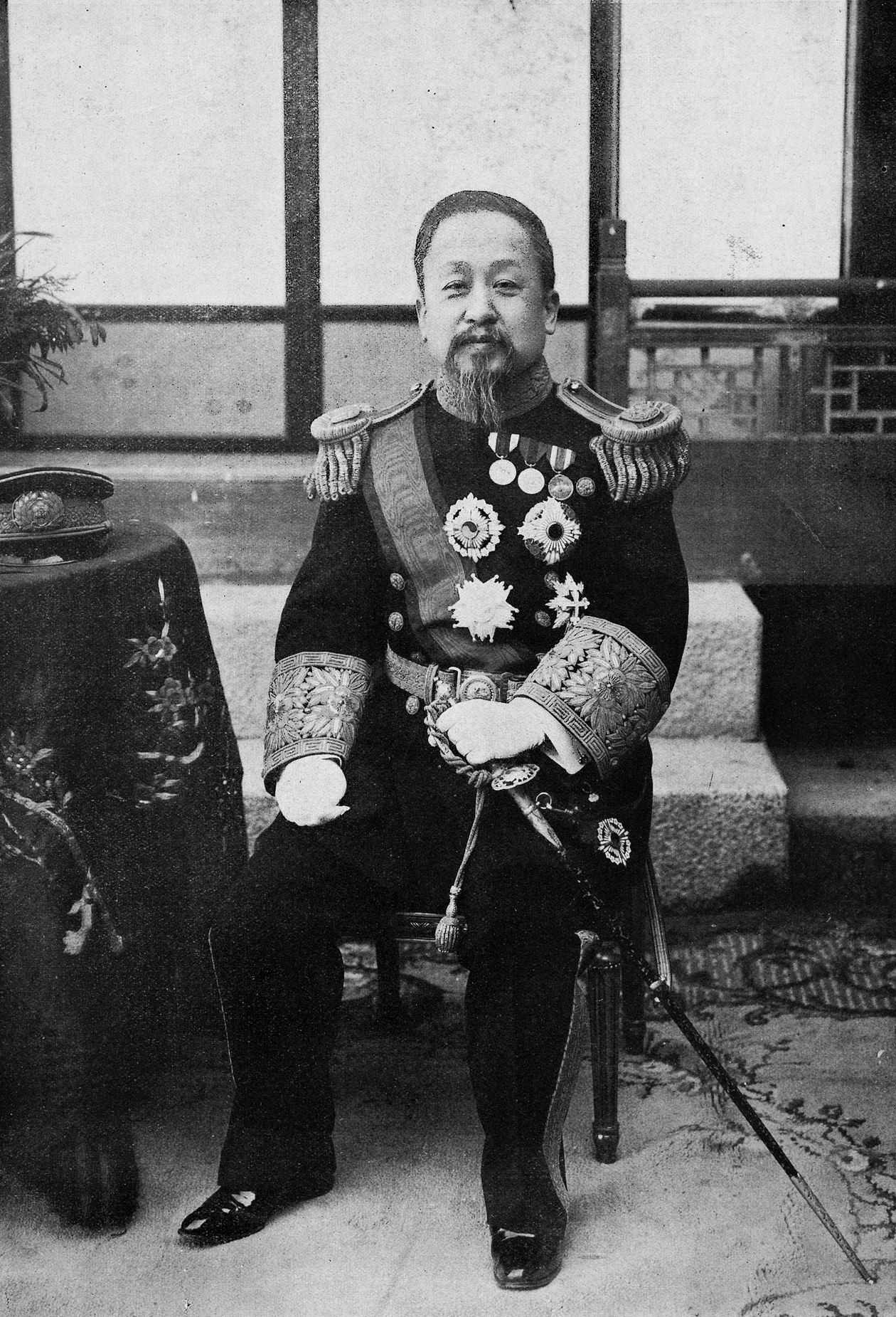
대한제국 황제 고종의 대원수 복장

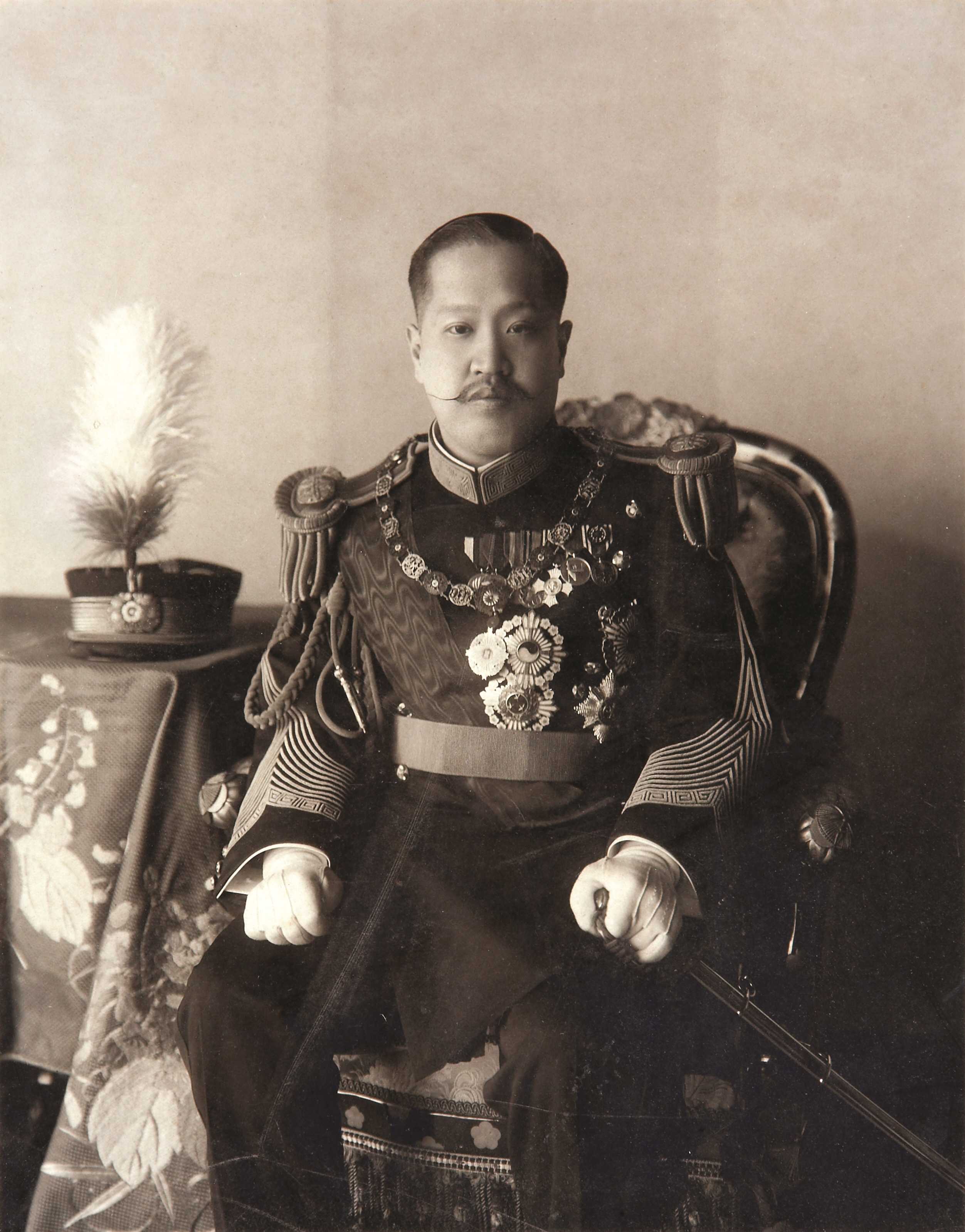
대한제국 황제 순종의 대원수 복장

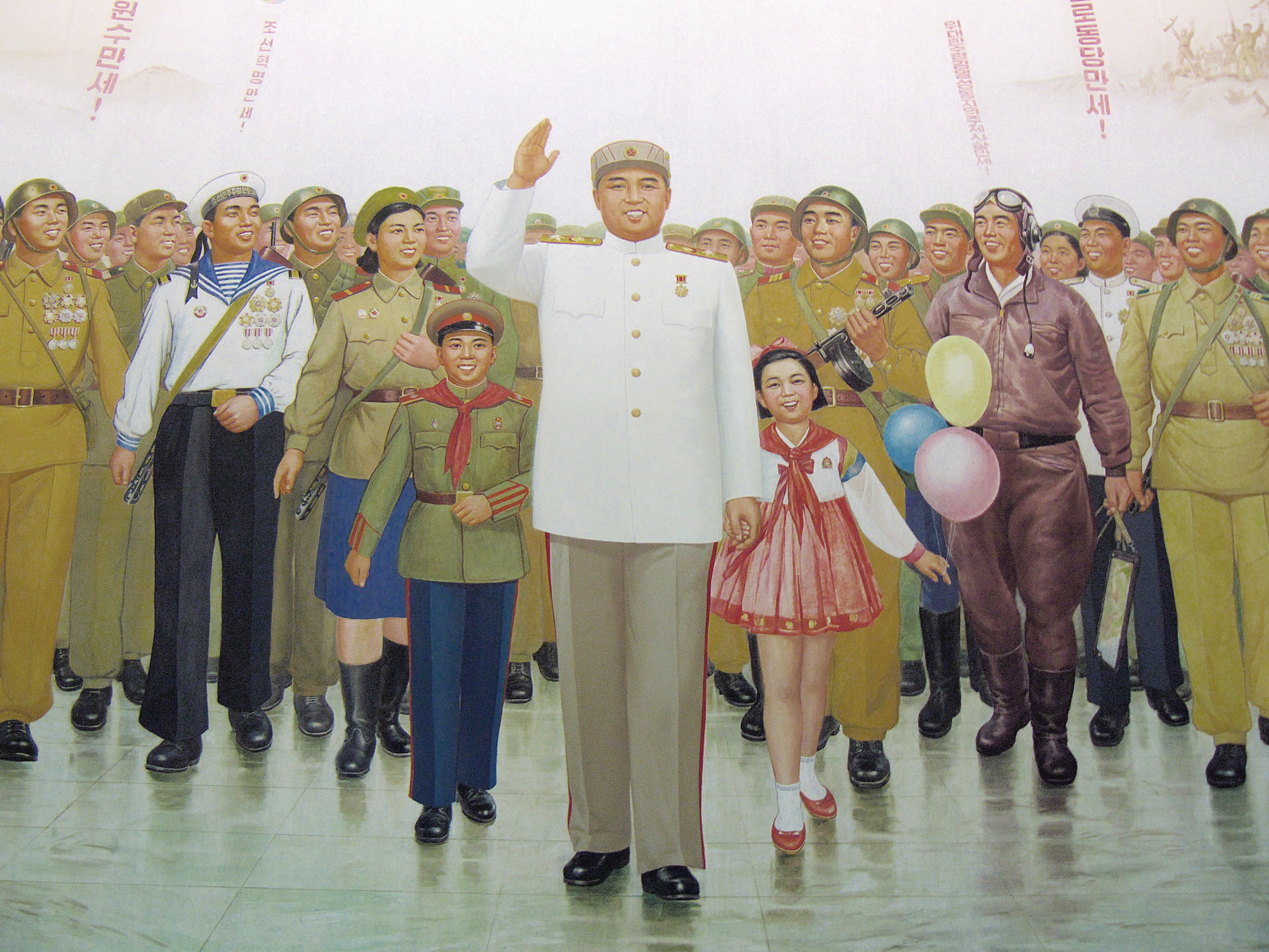
조선민주주의인민공화국의 대원수 김일성

대한민국에는 아직까지 대원수는 없지만 계급은 존재하며 과거 대한제국에서는 존재하였다. 1899년 대한국 국제(大韓國國制)를 제정하여 전제군주체제하의 황제에게 육해군의 통수권을 부여했으며 이를 바탕으로 1899년 7월에 원수부(元帥府)를 설치하여 황제를 '대원수'(나중에 명예직으로 바뀜)로, 황태자를 '부원수'(나중에 원수로 개칭)로 삼았다. 대한제국 고종, 대한제국 순종이 역대 대원수였다.
조선민주주의인민공화국에서는 '공화국 대원수'라는 직책으로 김일성이 1992년 공화국 대원수가 되었고, 김정일은 사망후인 2012년에 대원수 칭호를 받았다.

### 소련
소비에트 연방은 대원수 계급이 1945년 군사 계급 개편에서 제안되었다. 대원수는 소비에트 연방대원수라고도 하는데 이오시프 스탈린 소련 공산당의 서기장이 붉은 군대 총사령관과 겸임하면서 소비에트 연방대원수로 추대되었으나 스탈린이 거부하였다.

### 나치 독일

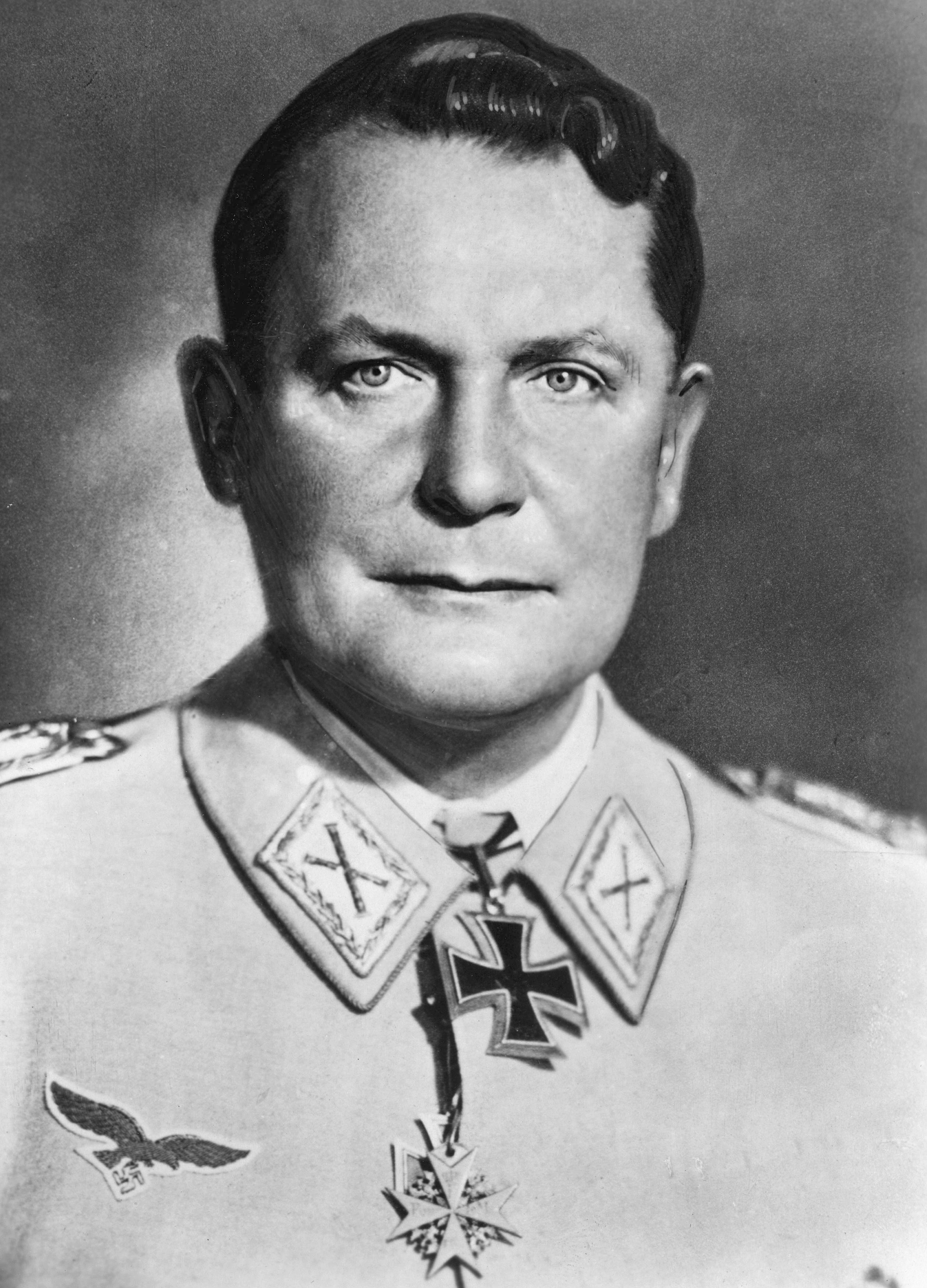
헤르만 괴링

나치 독일의 헤르만 괴링은 아돌프 히틀러에 의해 제국원수계급, 즉 대원수에 임명되었다.

### 프랑스
프랑스는 7성 계급장을 쓴다. 다만 프랑스는 1성 장군부터 별이 2개이니 7성이어도 실제로는 6성 장군 정도에 해당한다고 볼 수 있다.

### 미국
미국은 제1차 세계 대전이 끝난 뒤인 1919년에 존 퍼싱을 대원수로 임명하였고, 1976년 제럴드 포드 미국 대통령은 생전 계급이 미국 육군 중장이었던 조지 워싱턴을 대원수로 3계급 진급, 추서하였다. 추서된 워싱턴이 퍼싱보다 상위에 있다.
참고로 더글라스 맥아더 장군은 대원수 아래인 원수에 해당한다
해군의 경우 제독은 수장에 광선이 1줄이 들어가는데 미 해군 대원수의 경우 이 광선이 2개가 들어간다.

### 중국

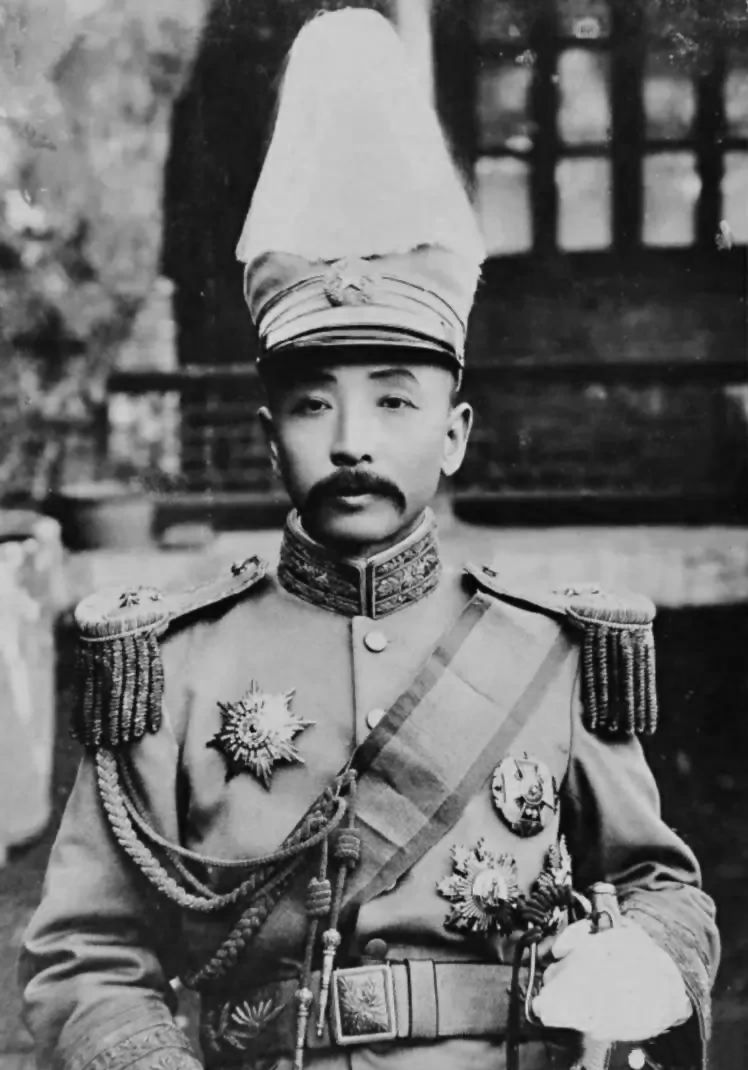
장쭤린

중화인민공화국은 1955년에 전국인민대회에서 중화인민공화국 대원수 계급을 제정하였다.
중화민국에서는 1918년에 조직을 개편하였다. 1922년 2월 21일에 쑨원을 「육해군대원수」로 삼고 대원수부를 재정비하였다.
쑨원이 죽은 후 호한민이 대원수직을 대리했고, 1926년 12월에 장쭤린이 북경정부의 최고권력자를 「중화민국안국군대원수」라 하였다. 남경국민정부는 1935년 3월 30일에 「특급상장」이라는 계급을 제정하였다.

### 일본
일본에서는 메이지 천황, 다이쇼 천황, 쇼와 천황이 역대 대원수였다. 일본제국 헌법에는 천황이 대원수의 지위가 될 수 있도록 규정되어 있었다.

## 계급장

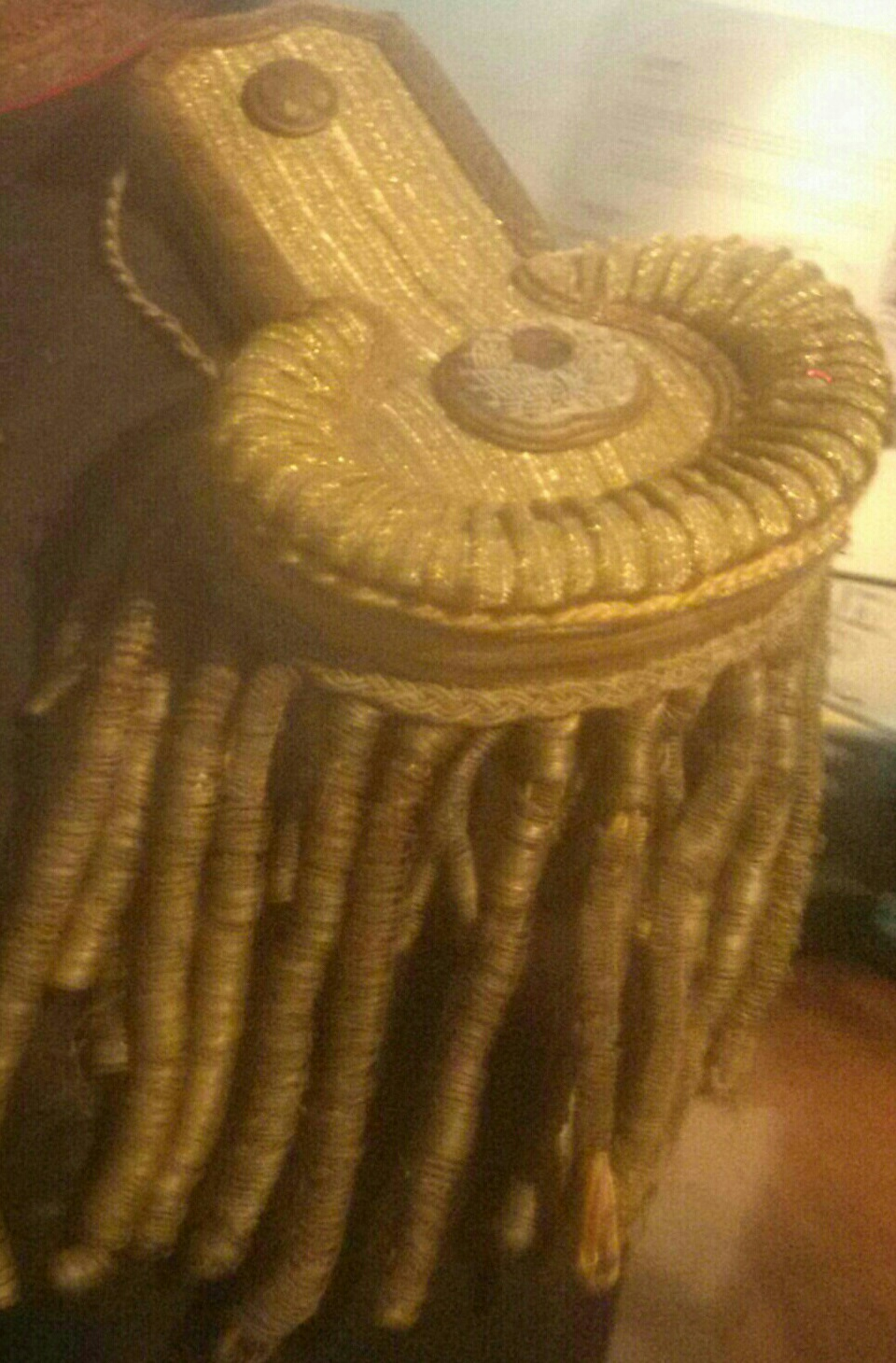
대한제국 대원수 계급장(황제)
조선민주주의인민공화국 대원수 계급장
소련 대원수 계급장
프랑스 대원수 계급장
미국 대원수 계급장
미국 해군 대원수 수장 및 계급장
중화인민공화국 대원수 계급장
중화민국 특급상장 계급장
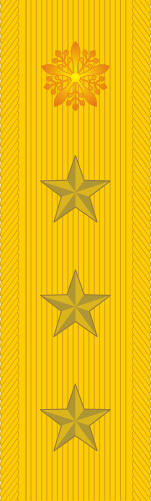
만주국 총사령 계급장
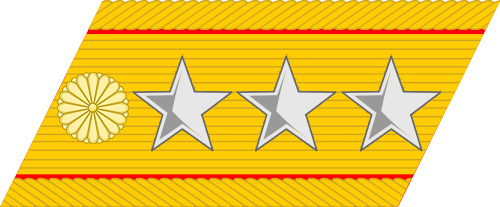
일본제국 대원수 계급장(천황)

## 같이 보기
- 도원수